# トヨタ・コロナクーペ
コロナクーペ（Corona Coupe）はトヨタ自動車が生産・販売していたノッチバッククーペ型の乗用車である。

## 概要
T140型コロナ2ドアハードトップの後継として1985年（昭和60年）8月に発売された。コロナシリーズ全体としては通算8代目。同時に登場した4代目セリカ/カリーナEDとプラットフォームを共有する姉妹車の関係にある。キャッチコピーは前期型が「ザ・ストリーム・ライナー」、後期型が「美しいクーペさえあれば。」。
4代目セリカのノッチバッククーペが日本国外専用となったため、同車が担っていた穴を埋めることと、従前スペシャルティカーを持たないトヨペット店のラインナップ強化が導入の目的であった。それまでのコロナ2ドアハードトップはあくまで「コロナの一ボディ形態」としての扱いであったが、本車はコロナから派生した新規車種として発売された。
ボディタイプは2ドアクーペで、ピラーレスであった2ドアハードトップ時代とは異なり、センターピラーを備える。駆動方式は前輪駆動のみ。エンジンは姉妹車と共通で2.0L DOHC（スポーツツインカム）16バルブ・EFIの3S-GELU、1.8L SOHC8バルブ・セントラルインジェクション（Ci）の1S-iLU、1.6L DOHC（スポーツツインカム）16バルブ・EFIの4A-GELUの3種であった。
1986年（昭和61年）5月、一部改良。外板色のうちホワイト（041）をスーパーホワイトⅡ（040）に、ムーン シルエット トーニング（2Z5）の下部の塗色をスプラッシュ シルバーM（148）からシルバーM（164）に変更。併せて色コードを24Cに変更。一部の外板色のドアミラーをカラードに、フロントシートをリヤハイトアジャスト機構付きに、リヤ中央席にシートベルトを追加、EX サルーンのヒーターコントロールをレバー式からプッシュ式に、GXのラジオアンテナをピラーアンテナからオートアンテナにそれぞれ変更。全車生産工場を堤工場から田原工場に変更。
1987年（昭和62年）8月、マイナーチェンジと同時に2.0L DOHC（ハイメカツインカム）16バルブエンジンの3S-FELU型が追加され、1.6L車が廃止された。
1988年（昭和63年）5月、1.8Lエンジンが1S-iLU型から1.8L DOHC（ハイメカツインカム）16バルブの4S-FiLU型に変更される。これにより搭載エンジンが全車、DOHC化されることとなった。
1989年（平成元年）4月、2000VXベースの特別仕様車が追加される。
1989年 (平成元年) 8月､生産終了。以降は在庫対応分のみの販売となる。
1989年 (平成元年) 9月、販売終了。後継はカリーナEDの姉妹車にあたる4ドアハードトップのコロナEXiVとなった。セリカをベースにしたノッチバックのクーペモデルは一旦消滅するが、後にトヨタビスタ店（現・ネッツ店）及びトヨタオート沖縄（現・ネッツトヨタ沖縄）専売のカレンとして間接的に復活した。

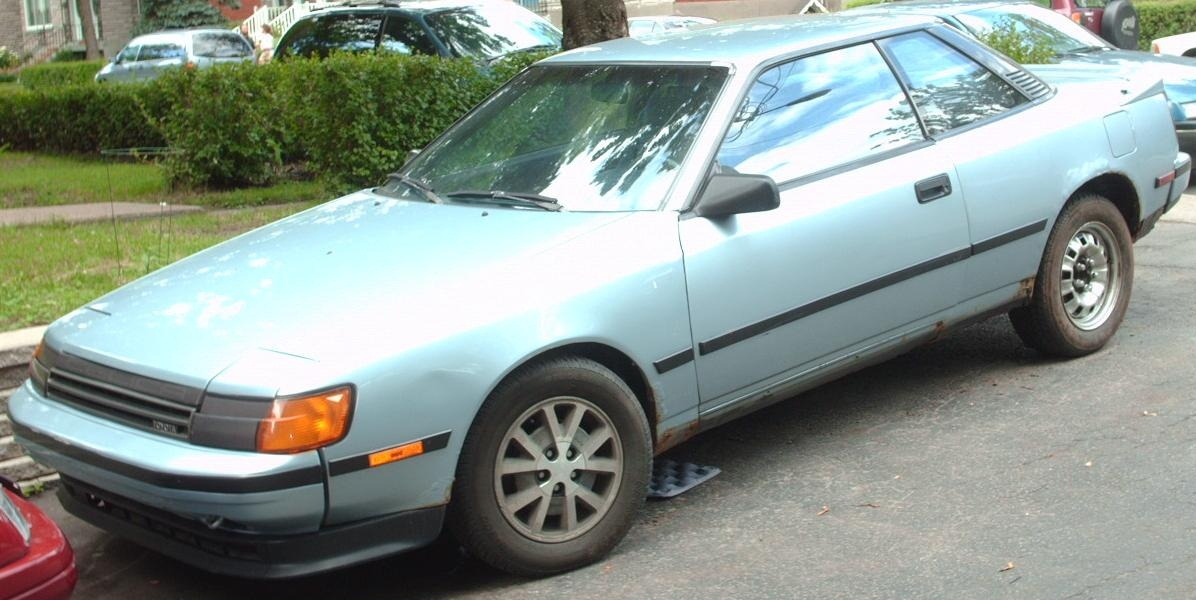
(参考) T160系セリカクーペ(前部、カナダ仕様)
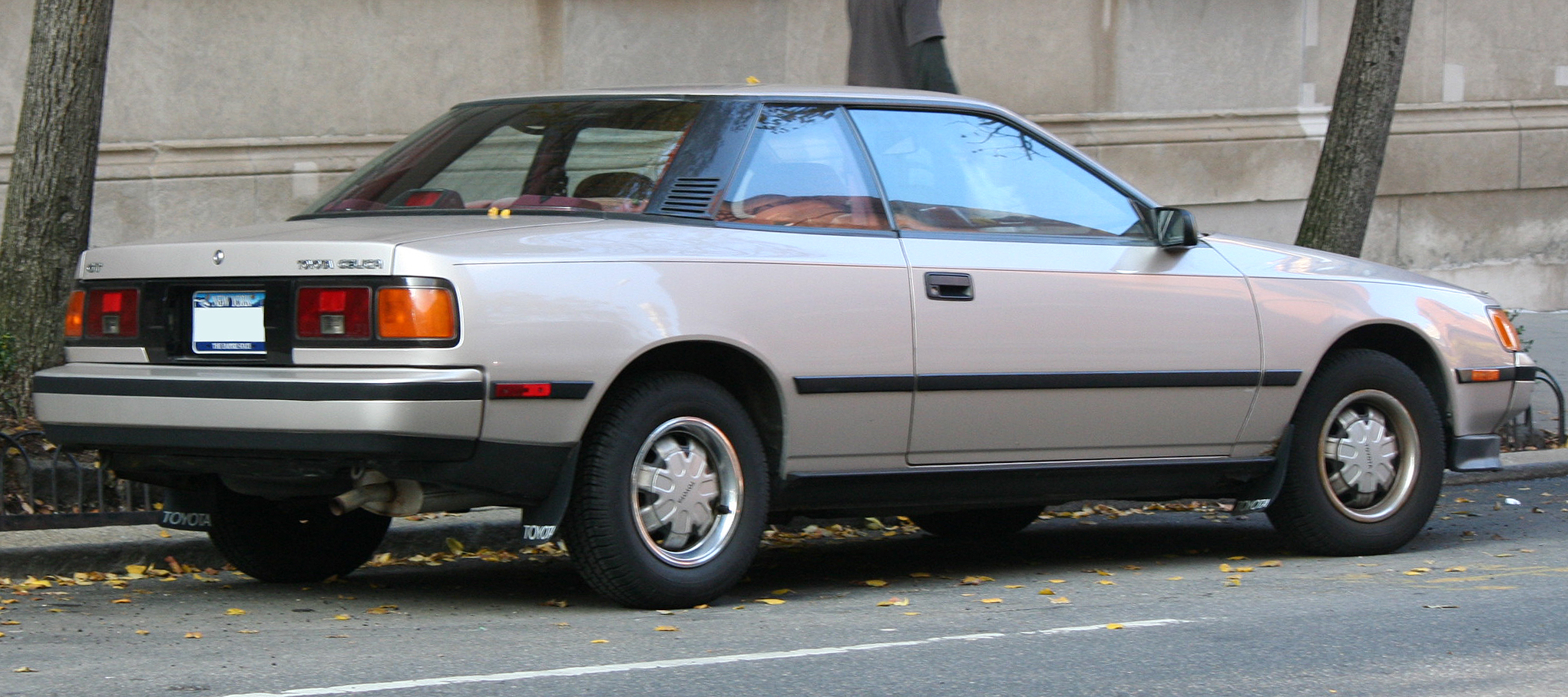
(参考) T160系セリカクーペ(後部、USA仕様)

## 車名の由来
- 「真赤に燃える太陽」、「そのまわりの淡い真珠色の光」、「太陽の冠」という意味。明るく親しみのもてるファミリーカーであるように名付けられた。